# Liste der Monuments historiques in Métairies-Saint-Quirin
Die Liste der Monuments historiques in Métairies-Saint-Quirin führt die Monuments historiques in der französischen Gemeinde Métairies-Saint-Quirin auf.

## Liste der Objekte
| Bezeichnung               | Beschreibung                                                                             | Standort                                 | Kennzeichnung | Schutzstatus | Datum | Bild |
| ------------------------- | ---------------------------------------------------------------------------------------- | ---------------------------------------- | ------------- | ------------ | ----- | ---- |
| Skulptur Madonna mit Kind | Holz, farbig gefasst, 16. oder 17. Jahrhundert; im Pfarrhaus von Saint-Quirin aufbewahrt | in der Kapelle Notre-Dame-de-Lhor (Lage) | PM57000968    | Inscrit      | 1990  |      |